# Noah Lassen
Noah Hovgaard Lassen (* 13. Januar 2007) ist ein dänischer Fußballspieler. Seine Position ist die des defensiven Mittelfeldspielers. Lassen spielt bei Odense BK und ist zudem auch dänischer Nachwuchsnationalspieler.

## Karriere

### Verein
Noah Lassen hatte anfänglich bei Glamsbjerg IF, einem Verein auf der Insel Fünen, Fußballsport betrieben, bevor er als U14-Spieler in die Akademie von Odense BK gewechselt war. Dort erhielt er im Januar 2022 einen Dreijahresvertrag. Am 3. Juni 2023 gab Lassen im Alter von 16 Jahren sein Profidebüt. Er wurde bei der 2:4-Niederlage in der Abstiegsrunde in der Superliga beim FC Midtjylland in der dritten Minute der Nachspielzeit für Mads Frokjær-Jensen eingewechselt. Der Verein aus Odense, der größten Stadt auf Fünen, konnte den Klassenerhalt schaffen und bei diesem Verein erhielt Noah Lassen noch im selben Monat einen neuen Vertrag, der bis 2026 läuft. Odense BK stieg zum Ende der Saison 2023/24 aus der Superliga ab.

### Nationalmannschaft
Noah Lassen ist parallel zu seiner Laufbahn im Verein auch dänischer Nachwuchsnationalspieler und kam für die Dänen in den Altersklassen U16 und U17 zum Einsatz. Bei der U17-Europameisterschaft 2024 in Zypern gehörte er zum Kader und erreichte mit seiner Mannschaft das Halbfinale, wo die Skandinavier gegen Italien verloren. Dabei kam Lassen in vier Partien zum Einsatz.